# Malacoctenus sudensis
Malacoctenus sudensis är en fiskart som beskrevs av Springer, 1959. Malacoctenus sudensis ingår i släktet Malacoctenus och familjen Labrisomidae. Inga underarter finns listade i Catalogue of Life.